# Laudato si'
Laudato si' (укр. хвала Тобі) — енцикліка Папи Римського Франциска, опублікована 18 червня 2015 року та присвячена проблемам екології та захисту навколишнього середовища.

## Основні положення
Енцикліка присвячена проблемам екології, взаємини людства й природи, стійкого розвитку людства в гармонії з навколишнім світом.
|  | Яка мета, заради якої ми прийшли в це життя? Заради чого ми працюємо й боремося? Чому ця Земля потребує нас?»: «Якщо ми не будемо ставити ці основоположні питання, то я не вважаю, що наші турботи про екологію зможуть привести до істотних результатів |

Назва енцикліки походить від відозви «Laudato si', mi' Signore» святого Франциска Асизького, який в своєму «Славні творінням» говорив, що планета Земля — наш спільний дім. Святий Франциск, на честь якого Папа взяв собі ім'я, часто згадується в енцикліці, Папа Франциск вважає його зразком того, як «невіддільні один від одного турбота про природу, справедливість у відношенні до жебраків (бідних), свідома позиція в суспільстві та внутрішній світ». У цій енцикліці згадуються також святий Бенедикт, свята Тереза Лізьєська й блаженний Шарль де Фуко.
Головні теми енцикліки, що проходять через всі її розділи: зв'язок між жебрацтвом (бідністю) і вразливістю живої природи; критика ідей та форм влади, які підтримують прогрес за рахунок навколишнього середовища; роздуми про людський сенс екології; необхідність пошуку нових шляхів розвитку людства в гармонії з навколишнім світом.
Енцикліка починається відозвою «Laudato si'», а завершується двома молитвами: До того ж перша призначена для всіх, хто вірить в Бога-Творця, а друга — для тих, хто сповідує віру в Ісуса Христа, і вона також перемежовується відозвою «Laudato si'».

## Зміст
Енцикліка складається з шести глав:
- 1. Що відбувається з нашим будинком

У цьому розділі розглядаються останні наукові досягнення, а також сучасний стан екологічної кризи. Папа особливо виділяє три аспекти:
- зміни клімату,
- питання води і
- захист біорізноманіття.

У розділі також йдеться про «екологічний борг», який розуміє Папа, як велику відповідальність розвинених країн за захист природи та допомогу менш розвиненим країнам у рамках міжнародного співробітництва.
- 2. Євангеліє творіння

У цьому розділі наводяться біблійні цитати й загальні уявлення юдео-християнської традиції про те, що людина створена не як абсолютний пан світу, а як істота відповідальна за те, щоб «обробляти й зберігати» сад світу.
|  | Необхідне усвідомлення вселенської спільності: створені одним і тим же Отцем, всі ми, істоти Всесвіту, об'єднані невидимими узами й утворюємо свого роду вселенську родину... любе жорстоке поводження у відношенні до будь-якої істоти суперечить людській гідності (№ 89-92) |

- 3. Людські коріння екологічної кризи

У третьому розділі Папа розмірковує про причини, що призвели людство до екологічної кризи. Хоча Франциск з вдячністю визнає внесок вчених в поліпшення умов життя, він тим не менш жорстко критикує світогляд технократичного панування, яке за допомогою сучасних технологій призводить до знищення живої природи й експлуатації людей та найбільш уразливих народів. Також критиці піддається надмірний антропоцентризм. Папа розмірковує в цьому розділі про цінності праці та про межі наукового прогресу.
- 4. Інтегральна екологія

Вихід із ситуації Папа Франциск побачив у тому, що він називає «інтегральною екологією», яка б включала б у себе людські та соціальні аспекти.
|  | Аналіз екологічних проблем невіддільний від аналізу людських, сімейних, трудових, міських контекстів і від відносин кожної людини з самим собою, оскільки це не дві окремі кризи, одна екологічна та інша соціальна, але єдина і складна соціально-екологічна криза (№ 139). |

- 5. Деякі лінії орієнтації та дії

У цьому розділі розглядається питання про те, що ми можемо і повинні зробити. Франциск критикує сучасний стан міжнародного співробітництва з екологічних тем:
|  | Міжнародні зустрічі на вищому рівні в останні роки, присвячені проблемам навколишнього середовища, не виправдали очікувань, тому що, через відсутність політичного рішення не були досягнуті дійсно значущі й ефективні глобальні екологічні угоди (№ 166). |

Вихід він бачить у розвитку справедливих і прозорих процесів прийняття рішень владою для того, щоби суспільство могло зрозуміти, які політичні заходи і бізнес-ініціативи приведуть до гармонійного розвитку, а які лише погіршать сучасний сумний стан.
- 6. Екологічне виховання та духовність

У главі йдеться не лише про екологічну освіту населення, хоча визнається важливість цього, але й про зміну способу життя, що могло би сприяти «здоровому тиску» на владу посадових осіб. Прикладом може служити ситуація, коли вибір споживачів змінює поведінку фірм-виробників й змушує їх враховувати екологічні питання.

## Відгуки
Енцикліка була позитивно сприйнята серед захисників навколишнього середовища. Її появу вітали генеральний секретар ООН Пан Гі Мун, президент Світового банку, відповідальні за програми із захисту природи під егідою ООН.
Позитивний відгук про енцикліці залишив Константинопольський Патріарх Варфоломій I, який заявив: «Боротьбу зі змінами клімату не можна вести індивідуально. Ця проблема вимагає уваги і дій всього людства, особливо багатих регіонів нашої планети. У бесіді з нашим дорогим братом Папою Франциском ми погодилися в тому, яким важливим є те, що над цією темою працюють Церкви Сходу і Заходу». Генерал ордена францисканців Майкл Пері закликав усіх не просто прочитати нову енцикліку, а й уважно вивчити її, тому що, на його думку, документ говорить про майбутнє планети Земля, про те, як в світлі християнського вчення ми можемо змінити нинішню ситуацію. Також появу енцикліки вітали Всесвітня рада церков і ряд протестантських організацій.
Журналіст Джон Ален, що спеціалізується на аналізі сучасної Католицької Церкви, висловив думку, що енцикліці судилося увійти в історію як поворотний момент, коли захист навколишнього середовища зайняв почесне місце з гідністю людського життя і економічною справедливістю в якості наріжного каменю католицького соціального вчення.